# Anthophorula completa
Anthophorula completa là một loài Hymenoptera trong họ Apidae. Loài này được Cockerell mô tả khoa học năm 1935.